# KM 시나르 방운호 침몰 사고
KM 시나르 방운호 침몰 사고는 2018년 6월 18일 인도네시아 수마트라우타라주 토바호에서 200여명이 타고 있던 여객선 'KM 시나르 방운호'가 침몰한 사고이다. 현지 당국은 정원이 60명에 불과한 여객선에 승객 200여명과 오토바이 수십 대가 실려있었다는 증언으로 미루어 볼 때, 과적 상태에서 강한 파도가 치는 바람에 선박이 전복됐을 가능성이 큰 것으로 판단하였다.
2018년 6월 21일 시점까지 총 4명이 사망 확인되었고, 18명이 구조되었으며, 193명이 실종 상태이다.

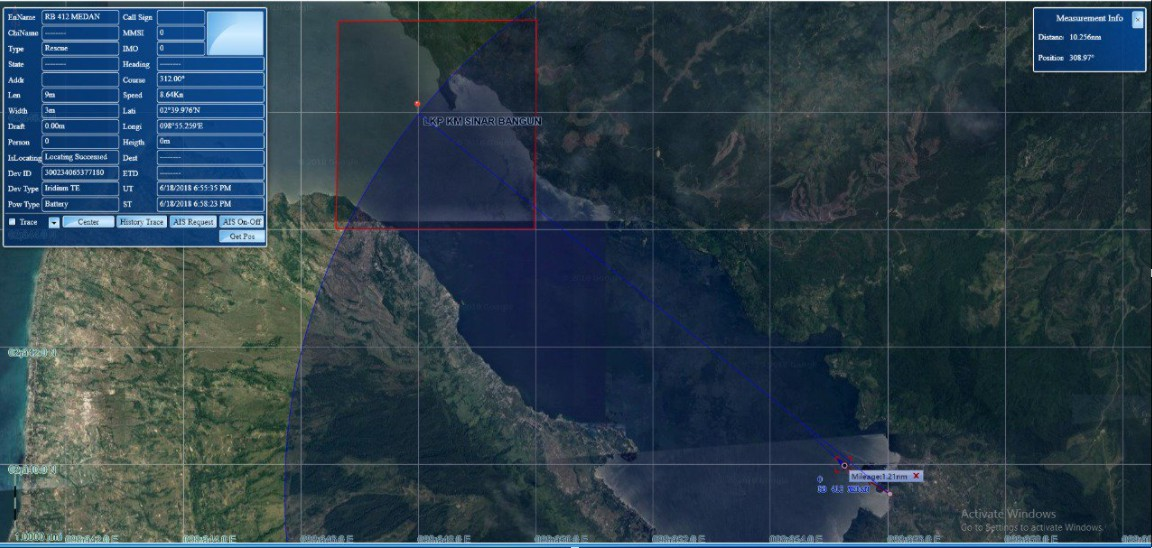
KM 시나르의 마지막 지점 (Indonesian National Search and Rescue Agency가 게시한 지도)

## 같이 보기
- 세월호 침몰 사고